# Bogusławice (gmina w guberni radomskiej)
Bogusławice  (od 1870 Skaryszew) – dawna gmina wiejska istniejąca do 1870 roku w guberni radomskiej. Nazwa gminy pochodziła od wsi Bogusławice, lecz siedzibą władz gminy był Skaryszew.
Gminę zbiorową Bogusławice utworzono 13 stycznia 1867 w związku z reformą administracyjną Królestwa Polskiego. Gmina weszła w skład nowego powiatu radomskiego w guberni radomskiej.
13 stycznia 1870 gmina została zniesiona w związku z przyłączeniem do niej zniesionego miasta Skaryszew i jednoczesnym przemianowaniem jednostki na gminę Skaryszew, ze względu na położenie w Skaryszewie centralnego punktu gminy oraz obecności tamże kancelarii gminnej.